# Duncan Cole
Duncan Edward Cole (12 de julho de 1958 - Auckland, 21 de maio de 2014) foi um jogador de futebol neozelandês nascido na Inglaterra.

## Carreira
Em sua carreira, jogou em apenas duas equipes: o North Shore United e o Canberra City. Foi inclusive no North Shore onde o meio-campista iniciou a carreira, em 1975, e a encerraria em 1988, com apenas trinta anos de idade. Não seguiria trajetória de técnico ou dirigente após deixar os gramados.
Pela Nova Zelândia, participou da Copa de 1982, a única disputada pelo país até a de 2010, tendo atuado nas três partidas dos All Whites (uma como titular, contra a União Soviética, e as outras duas, contra Brasil e Escócia, entrou no segundo tempo), que ficaram na primeira fase.
Tendo feito sua estreia em 1978, contra Singapura, Cole deixaria o selecionado em 1988, mesmo ano de sua aposentadoria, numa partida contra Israel, em março do mesmo ano. Marcaria quatro gols em uma década envergando o uniforme neozelandês.

## Morte
Duncan Cole viria a falecer em 21 de maio de 2014, em Auckland, aos 55 anos de idade. As causas da morte não foram divulgadas.